# Edwin T. Meredith
Pour les articles homonymes, voir Meredith.
Edwin Thomas Meredith, né le 23 décembre 1876 à Avoca (Iowa) et mort le 17 juin 1928 à Des Moines (Iowa), est un homme politique américain. Membre du Parti démocrate, il est secrétaire à l'Agriculture entre 1920 et 1921 dans l'administration du président Woodrow Wilson.

## Source
- (en) Cet article est partiellement ou en totalité issu de l’article de Wikipédia en anglais intitulé « Edwin T. Meredith » (voir la liste des auteurs).